# Alfons Van Brandt
Alfons Van Brandt (ur. 24 czerwca 1927 w Nijlen – zm. 24 sierpnia 2011) – belgijski piłkarz grający na pozycji obrońcy. W swojej karierze rozegrał 38 meczów w reprezentacji Belgii.

## Kariera klubowa
Całą swoją karierę piłkarską Van Brandt spędził w klubie Lierse SK. W jego barwach zadebiutował w sezonie 1945/1946 w pierwszej lidze belgijskiej. Wraz z Lierse nie osiągnął znaczących sukcesów. Rozegrał w nim 319 ligowych meczów, w których strzelił 6 goli. W Lierse grał do końca sezonu 1958/1959.
| Sezon   | Klub      | Kraj   | Rozgrywki     | Mecze | Bramki |
| ------- | --------- | ------ | ------------- | ----- | ------ |
| 1945/46 | Lierse SK | Belgia | Eerste klasse | 1     | 0      |
| 1946/47 | Lierse SK | Belgia | Eerste klasse | 19    | 0      |
| 1947/48 | Lierse SK | Belgia | Eerste klasse | 10    | 0      |
| 1948/49 | Lierse SK | Belgia | Tweede klasse | 30    | 0      |
| 1949/50 | Lierse SK | Belgia | Eerste klasse | 30    | 0      |
| 1950/51 | Lierse SK | Belgia | Tweede klasse | 24    | 0      |
| 1951/52 | Lierse SK | Belgia | Tweede klasse | 30    | 3      |
| 1952/53 | Lierse SK | Belgia | Tweede klasse | 30    | 1      |
| 1953/54 | Lierse SK | Belgia | Eerste klasse | 30    | 0      |
| 1954/55 | Lierse SK | Belgia | Eerste klasse | 29    | 0      |
| 1955/56 | Lierse SK | Belgia | Eerste klasse | 29    | 1      |
| 1956/57 | Lierse SK | Belgia | Eerste klasse | 29    | 0      |
| 1957/58 | Lierse SK | Belgia | Eerste klasse | 27    | 1      |
| 1958/59 | Lierse SK | Belgia | Eerste klasse | 0     | 0      |

## Kariera reprezentacyjna
W reprezentacji Belgii Van Brandt zadebiutował 12 listopada 1950 roku w wygranym 7:2 towarzyskim meczu z Holandią, rozegranym w Antwerpii. W 1954 roku był w kadrze na mistrzostwa świata w Szwajcarii. Rozegrał na nich dwa mecze: z Anglią (4:4) i z Włochami (1:4). Od 1950 do 1957 roku rozegrał w kadrze narodowej 38 meczów.